# Нищо
Нищо е понятие, обозначаващо липсата на нещо, небитие. В нетехнически аспект, то обозначава неща, нямащи важност, стойност, връзка или значение.
От философска гледна точка, това е вероятностен потенциал – липсващ, несъществуващ, без характеристики, свойства и състояния, в абсолютен покой. За да отговаря на съдържанието си, този потенциал не би трябвало да е наличен дори в понятиен аспект. Самото мисленето за него го привежда в състояние, което го изкарва „на показ“, прави го съществуващо. Потенциалът „нищо“ е възможен единствено и само, ако е неопределен. Ако нищото реши да разбере себе си, то е нужно да се противопостави само в себе си. Причината за това е, че ако някой друг (отвън) го противопостави, това означава, че вече някой мисли за него и го е „изкарал на показ“. Затова то може да се самопротивопостави единствено по собствено „желание“, само̀ в себе си. Така то като несъществуващ липсващ вероятен потенциал, който е цял в себе си, би се самоунищожило и изчезнало. Тогава единствена алтернатива за него остава да е нещо. Но това не е самоопределяне, а самоунищожение. Достига се до извода, че нищото като липсващо, безсъдържателно, безсмислено може да е само потенциал, който, за да се познае, е редно вероятностно да се раздели на две, да се самопротивопостави само̀ на себе си – като нищо от една страна и като вероятностен потенциал за нещо от друга, без този вероятностен потенциал да е реализиран. Това дори в Декартовата философия може да са само два аспекта – вяра и съмнение. Така нищото би разделило себе си на нищо, в което се вярва, и на нищо, в което се съмнява. Нищото, в което се вярва, е самото нищо (без потенциал за проявяване), а неговата половинка е съмнение (потенциал, който вероятностно подлежи на проявяване). Нещото, каквото и да е то, е резултат от самопротивопоставилия се в себе си информационен потенциал (нищото). Самият акт на самопротивопоставяне на този глобален информационен потенциал в себе си се нарича мислене. Както споменава френският философ Декарт: „Мисля, следователно съм... Мисленето е съществуване и съществуването е мислене. То е в самото начало на нещата.“ Тази известна фраза, която на латински звучи „Cogito, ergo sum“, всъщност представя преобразуваното Нищо. Това преобразуване можем да приемем за когиталност (от латинското cogito – мисля). Това е вероятностният потенциал на самото Нищо и неговото самоотричане. Всъщност малко известно е, че цялата реплика на Декарт е Dubito, ergo cogito, ergo sum („Съмнявам се, следователно мисля, следователно съм“). Значението на този израз философът обяснява по следния начин: „... ако някой е скептичен към своето съществуване, това само по себе си доказва, че той съществува.“